# Sývota
Sývota är en ort i Grekland.   Den ligger i prefekturen Thesprotia och regionen Epirus, i den västra delen av landet, 300 km nordväst om huvudstaden Aten. Sývota ligger 62 meter över havet och antalet invånare är 973.
Terrängen runt Sývota är huvudsakligen kuperad, men västerut är den platt. Havet är nära Sývota åt sydväst.Runt Sývota är det ganska glesbefolkat, med 43 invånare per kvadratkilometer. Närmaste större samhälle är Igoumenitsa, 10,8 km norr om Sývota. 